# Три джерела
Три джерела — гідрологічна пам'ятка природи місцевого значення. Об'єкт розташований на території Катеринопільського району Черкаської області, село Гуляй-Поле, урочище Гринівка.
Площа — 0,03 га, статус отриманий у 1972 році.